# Seznam postav seriálů Doktor Martin a Strážmistr Topinka
Toto je seznam postav seriálu Doktor Martin, navazujícího filmu Záhada v Beskydech a volného pokračování Strážmistr Topinka. Trojice pořadů vznikla v letech 2015 až 2019 a vyrobila ji společnost Bionaut pro Českou televizi a Rozhlas a televizi Slovenska. Dohromady mají seriály s filmem 46 dílů.

## Seznam hlavních i vedlejších postav

### Postavy společné všem částem
| Miroslav Donutil     | doc. MUDr. Martin Elinger, DrSc. – praktický lékař               |
| Gabriela Mihalčínová | Irena Bezáková, DiS. – zdravotní sestra                          |
| Robert Mikluš        | strážmistr Tomáš Topinka – policista                             |
| Norbert Lichý        | Antonín Brázda – instalatér, později majitel restaurace U Brázdů |
| Viera Pavlíková      | paní Malá či Pokorná                                             |
| Tomáš Jeřábek        | Radek Horák – správce CHKO                                       |

### Postavy společné seriáluDoktor Martina filmuZáhada v Beskydech
| Jitka Čvančarová | Lída Klasnová – učitelka ZŠ, později ředitelka |
| Jana Štěpánková  | Marie Loukotová – teta Martina Elingera        |
| Rudolf Válek     | Ondřej Elinger – malý syn Lídy a Martina       |

### Postavy společné filmuZáhada v Beskydecha seriáluStrážmistr Topinka
| Jiří Bartoška      | mjr. Jan Hrubý – policista z Ostravy                                                           |
| Miloš Vávra        | Prušek – starosta Protějova                                                                    |
| Marek Geišberg     | strážmistr Ľubomír Ostrý – slovenský policista z Brehové                                       |
| Tomáš Hanák        | herec – představitel komisaře Majera z Topinkova oblíbeného seriálu Případy komisaře Majera    |
| Robert Nebřenský   | herec – představitel strážmistra Štrose z Topinkova oblíbeného seriálu Případy komisaře Majera |
| Marek Taclík       | kpt. František Weber – policista z Ostravy                                                     |
| Elizaveta Maximová | por. Klára Volná – policistka z Ostravy, později knihovnice                                    |

### Postavy společné seriálůmDoktor MartinaStrážmistr Topinka
| Václav Kopta         | Robert Fiala – učitel ZŠ, přítel Evy Teicové        |
| Tomáš Měcháček       | Miloš Brázda – syn Antonína Brázdy                  |
| Milena Steinmasslová | Sandra Kunešová – lékárnice                         |
| Eva Leinweberová     | Karolína Sovová – rozhlasová hlasatelka             |
| Vanda Hybnerová      | Eva Teicová – učitelka ZŠ, přítelkyně Roberta Fialy |
| Jaroslav Plesl       | Robert Skruž – syn Rudolfa Skruže                   |
| Jan Hájek            | René Topinka – bratr Tomáše Topinky, padělatel      |
| Píďa                 | Píďa – pes                                          |

### Postavy vyskytující se pouze v seriáluDoktor Martin
| Jan Hraběta          | † MUDr. Šimek – zesnulý lékař                                                                      |
| Adam Vohánka         | Péťa Krása – žák ZŠ                                                                                |
| Tereza Vilišová      | Krásová – matka Péti Krásy                                                                         |
| Tereza Těžká         | puberťačka                                                                                         |
| Michaela Petřeková   | puberťačka                                                                                         |
| Iveta Kolovratníková | puberťačka                                                                                         |
| Petr Vaněk           | Jonáš Hronek – paranoik                                                                            |
| Otmar Brancuzský     | Luboš Smejkal – řezník                                                                             |
| Lukáš Latinák        | Dan Lipovský – architekt z Bratislavy                                                              |
| Vojtěch Kotek        | Michal Mejzl – kuchař v restauraci U Brázdů                                                        |
| Vilma Cibulková      | MUDr. Edita Sedlecká – lékařka z Ostravy, bývalá přítelkyně Martina Elingera                       |
| Aleš Bílík           | Roman – předseda hasičů                                                                            |
| Ivo Gogál            | Michal Bezák – otec Ireny Bezákové                                                                 |
| Zuzana Onufráková    | Kamila Bezáková – manželka Michala Bezáka, macecha Ireny                                           |
| Petra Polnišová      | Julie Sehnalová – načas přítelkyně Tomáše Topinky, hledaná policií                                 |
| Jaromír Dulava       | Jaroslav Klasna – otec Lídy Klasnové                                                               |
| Jiří Štrébl          | Jiří Strakoš – zdravotní rada                                                                      |
| Luděk Sobota         | Klásek – nový ředitel ZŠ                                                                           |
| Andrej Polák         | chirurg ze Vsetína, student Martina Elingera                                                       |
| Jan Kačer            | MUDr. Elinger – otec Martina Elingera                                                              |
| Věra Křesadlová      | Elingerová – matka Martina Elingera                                                                |
| Miroslav Krobot      | Rudolf Skruž – psychopat                                                                           |
| Václav Neužil        | Albert Skruž – syn Rudolfa Skruže                                                                  |
| Vladimír Čapka       | starosta Protějova                                                                                 |
| Emília Vášáryová     | Alžběta Lipovská – matka Dana Lipovského                                                           |
| Milan Kňažko         | Ján Kováč – bývalý přítel Marie Loukotové                                                          |
| Marián Geišberg      | strýc Julie Sehnalové                                                                              |
| Miroslav Hanuš       | Kuneš – bývalý manžel Sandry Kunešové                                                              |
| Petra Nesvačilová    | Hedvika Topinková – sestra Tomáše Topinky, bylinkářka                                              |
| Johana Matoušková    | Tereza – učitelka ZŠ                                                                               |
| Jana Jurečková       | Reynková – poslední pacientka MUDr. Šimka                                                          |
| Sabina Remundová     | Yvona Petrželová – kuchařka ZŠ                                                                     |
| Marie Doležalová     | Růženka – zdravotní sestra, náhrada za Irenu Bezákovou                                             |
| Petr Lněnička        | Eda Milíř – malíř                                                                                  |
| Dana Batulková       | Karin Vajdušová – majitelka hotelu, uhání Martina Elingera                                         |
| Lenka Krobotová      | Sylva – cellistka, kamarádka Lídy Klasnové                                                         |
| David Punčochář      | Daniel – pošťák                                                                                    |
| Martin Donutil       | pacient                                                                                            |
| Jaroslava Pokorná    | Jana Slámová – šílená biochemička s vazbou na Rusko                                                |
| Jana Synková         | Bety Slámová – sestra Jany Slámové                                                                 |
| Lenka Termerová      | Alena Spurná – terapeutka, kamarádka Marie Loukotové                                               |
| Ivan Romančík        | Stašek – důchodce, po odchodu do domova důchodců přenechá dům Lídě Klasnové                        |
| Jan Vlasák           | Kloud – vozíčkář, manžel krátkozraké Kloudové                                                      |
| Jana Šulcová         | Kloudová – krátkozraká manželka pana Klouda                                                        |
| Jiří Pecha           | † Jan Sekyrka – dotěrný důchodce, manžel Sekyrkové                                                 |
| Iva Janžurová        | Sekyrková – manželka Jana Sekyrky, trpí halucinacemi                                               |
| Oskar Juchelka       | Adam Vlk – nevychovaný žák ZŠ                                                                      |
| Martin Pechlát       | Vlk – otec Adama Vlka                                                                              |
| Zuzana Norisová      | Vlková – matka Adama Vlka                                                                          |
| Ondřej Veselý        | učitel ZŠ                                                                                          |
| Igor Orozovič        | MUDr. Marcel Michlů – terapeut, zbavuje Martina Elingera hemofobie                                 |
| Zuzana Kronerová     | Květa Zahálková – kuchařka v restauraci u Brázdů, zásobuje restauraci zvěřinou ze sražených zvířat |
| Hanuš Bor            | Michal Zahálka – manžel Květy Zahálkové                                                            |
| Zuzana Bydžovská     | Daniela Králová – porodní asistentka                                                               |
| Jiří Klem            | Lukáš Vlach – první host penzionu Marie Loukotové                                                  |
| Roman Luknár         | Tomáš – taxikář                                                                                    |
| Magdaléna Sidonová   | Dáša – učitelka ZŠ, manželka taxikáře Toma                                                         |
| Lenka Vlasáková      | MUDr. Diana Dobiášová – nová doktorka v Protějově                                                  |
| Vladimír Hajdu       | Karel Dobiáš – manžel a asistent Diany Dobiášové                                                   |
| Nina Divíšková       | Retková                                                                                            |
| pouze zmiňován       | Jan Sova – manžel Karolíny Sovové                                                                  |
| pouze zmiňován       | Pavel – původní přítel Ireny Bezákové, DiS.                                                        |
| pouze zmiňován       | † Retek – zesnulý manžel paní Retkové                                                              |

### Postavy vyskytující se pouze ve filmuZáhada v Beskydech
| Denny Ratajský                     | † kpt. Vítězslav Kučera roz. Nezmar – příslušník StB |
| Lucie Rybnikářová, Žofia Martišová | Anežka Kučerová – vdova po Vítězslavu Kučerovi       |
| Pavel Krátký                       | syn Vítězslava a Anežky Kučerových                   |
| Zdeněk Dvořáček                    | syn Vítězslava a Anežky Kučerových                   |
| Miroslav Kníže                     | † Attila – cirkusový trpaslík                        |

### Postavy vyskytující se pouze v seriáluStrážmistr Topinka
| Veronika Freimanová | Marie Topinková – matka Tomáše Topinky                                                              |
| Zuzana Slavíková    | Ptáčková – majitelka bioobchůdku                                                                    |
| Ondřej Bauer        | Václav Tobiáš – vedoucí pošty, kleptoman                                                            |
| Pavel Nový          | Rudolf Kytka – sběratel starožitností ze Zábředlic                                                  |
| Jenovéfa Boková     | Lucie Máslová roz. Mazalová – pošťačka, partnerka Tomáše Topinky a manželka násilníka Mojmíra Másla |
| Josefína Krycnerová | Rozárka Máslová – dcera Lucie a Mojmíra                                                             |
| Michal Ďuriš        | farář                                                                                               |
| Miroslav Noga       | filatelista                                                                                         |
| Václav Jiráček      | Tyčka – oloupený filatelista                                                                        |
| Diana Toniková      | matka ve vlaku                                                                                      |
| Ivan Lupták         | Prušek – fotbalista, syn starosty Pruška                                                            |
| Erika Stárková      | Pavlína Chvojková – sochařka                                                                        |
| Martin Nahálka      | Mojmír Máslo – manžel Lucie, násilník                                                               |
| Jana Krausová       | Mazalová – matka Lucie, babička Rozárky                                                             |